# Górnik Siemianowice Śląskie
Górnik Siemianowice Śląskie – polski klub sportowy z Siemianowic Śląskich. Rozwiązany w 2011 roku.

## Historia
- 1975 - powstanie klubu.
- 1977 - spadek do II ligi.
- 2009 - reaktywacja klubu, start w II lidze mężczyzn.
- 2010 - spadek do III ligi, lecz dzięki staraniom władz klubu drużyna wystartowała ponownie w II lidze sezonu 2010/2011.
- 2011 - klub został przeniesiony do Katowic i zmienił nazwę na KS Spodek Katowice[1].

## Ostatni skład z sezonu 2010/2011
- Semeniuk Albert
- Jasiński Jarosław
- Bauer Jan
- Siewiorek Emil
- Kocyłowski Michał
- Mędrzyk Maciej
- Schmidt Bartosz
- Mikołaczyk Rafał
- Śmiatek Andrzej
- Chudzik Maciej
- Tyl Michał
- Świerczyna Adam
- Malczewski Jakub

## Inne sekcje
W klubie istniała sekcja podnoszenia ciężarów, która w 1980 zdobyła brązowy medal drużynowych mistrzostw Polski mężczyzn.